# Полянци
Полянци (болг. Полянци) — село в Болгарии. Находится в Софийской области, входит в общину Ихтиман. Население составляет 194 человека.

## Политическая ситуация
Полянци подчиняется непосредственно общине и не имеет своего кмета.
Кмет (мэр) общины Ихтиман — Маргарита Иванова Петкова (Болгарская социалистическая партия (БСП)) по результатам выборов в правление общины.